# Scolesa
Scolesa is een geslacht van vlinders van de familie nachtpauwogen (Saturniidae), uit de onderfamilie Ceratocampinae.

## Soorten
- S. analis Rothschild, 1907
- S. anthonilis Boisduval, 1854
- S. brevis Walker, 1855
- S. erubescens Boisduval, 1, 1871
- S. hypoxantha (Rothschild, 1907)
- S. lanaris Rothschild, 1907
- S. leucantha (Boisduval, 1872)
- S. nebulosa Lemaire, 1971
- S. ocarona Schaus, 1933
- S. totoma (Schaus, 1900)
- S. viettei Travassos, 1959
- S. vinacea (Rothschild, 1907)